# Poggio Bracciolini
Gian Francesco Poggio Bracciolini (Terranuova, cerca de Arezzo, 11 de febrero de 1380-Florencia, 30 de octubre de 1459) fue un humanista italiano.

## Biografía
Poggio Bracciolini era hijo del boticario Guccio Bracciolini y de Iacoba Frutti. Aprendió a escribir caligráficamente y muy rápido, de forma que con sus trabajos de escribiente pudo pagar sus estudios de notario en Florencia. Allí llamó la atención del canciller florentino Coluccio Salutati, quien le dio una carta de recomendación para la curia romana. Llegó a Roma a fines de 1403 y entró como escribano simple en una administración papal que contaba entonces con un centenar de ellos. Al año siguiente ya era uno de los siete secretarios apostólicos de la curia del papa Bonifacio IX.
Ocupó el cargo de canciller de Florencia en junio de 1453 gracias a la protección de los Médici y fue un latinista convencido de que el latín era una lengua viva, por lo que fue con frecuencia criticado por ciceronianos como Leonardo Bruni o Lorenzo Valla (este último escribió un Antidotus in Poggium). La disputa entre ambos bandos fue tan encarnizada que el arzobispo Niccolò Perotti, gramático y poeta laureado, envió a Florencia en 1453 a un asesino para matarlo, lo que, por fortuna, no logró. La Signoria se quejó y el arzobispo fue obligado por su superior, el cardenal Basilio Besarión, a escribir en penitencia una disculpa a Poggio.

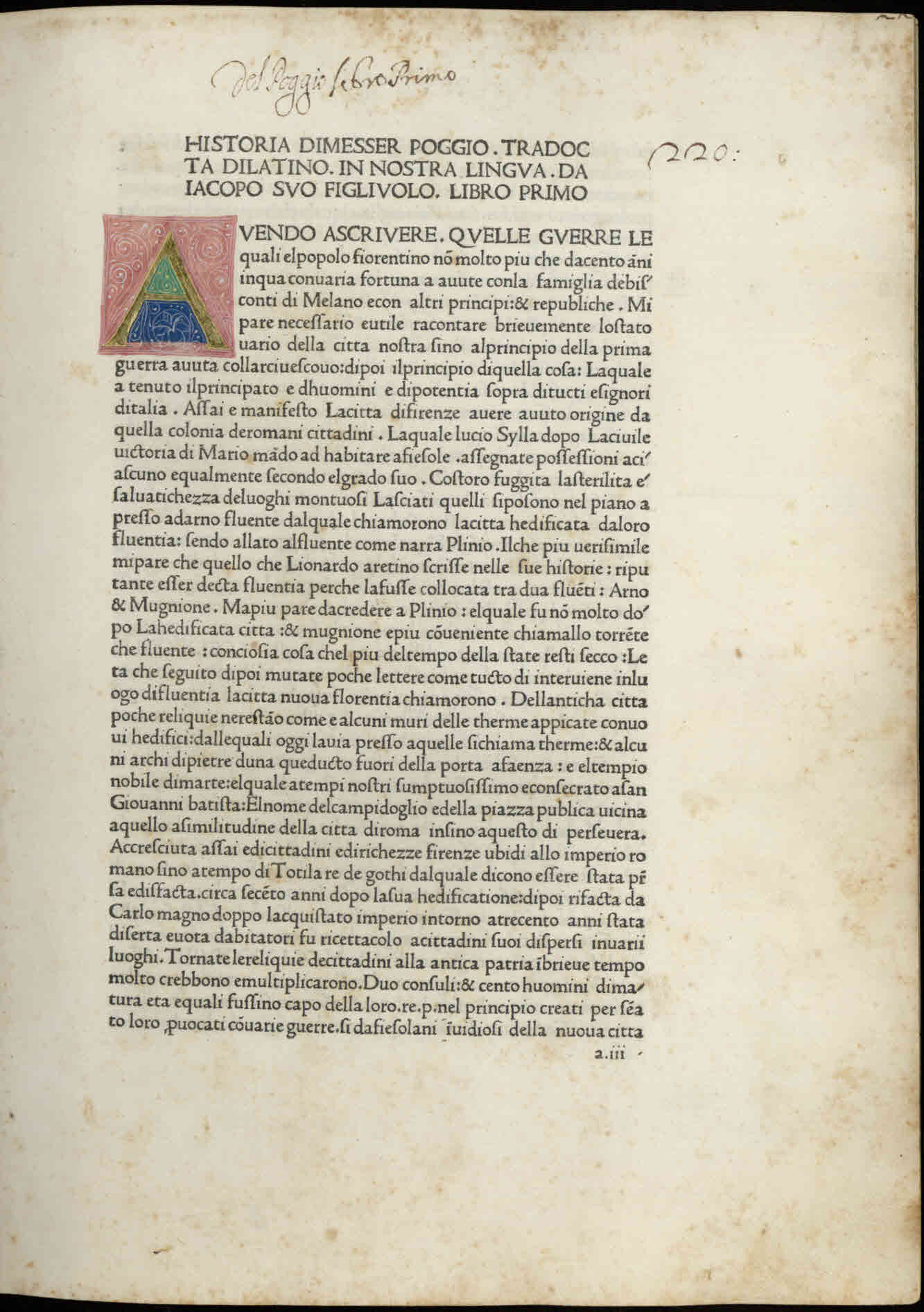
Historia florentina, 1478

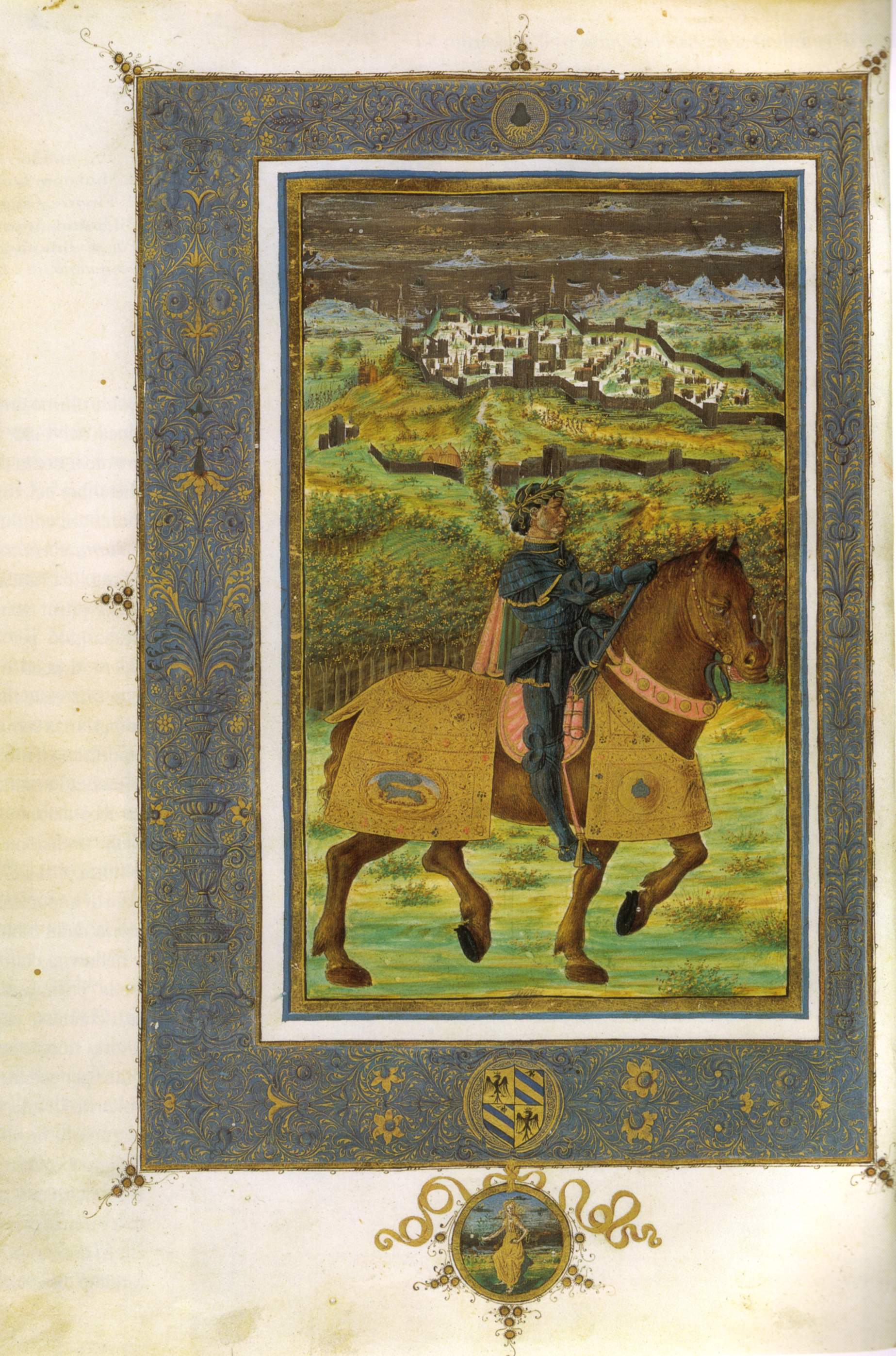
Miniatura en la Historia florentina, 1472

Fue un incansable perseguidor de manuscritos por toda Italia, Inglaterra, Alemania, Francia y Suiza, de suerte que rescató, compró, copió o robó él solo gran parte de la literatura clásica latina antigua que reverdeció en el Renacimiento desde el seno de los monasterios a los que acudió en su busca. Así rescató numerosos discursos de Cicerón que encontró en el monasterio de Cluny en 1415, así como, en el monasterio de San Galo (Suiza), el primer texto completo de la Institutio Oratoria de Quintiliano, un fragmento de Valerio Flaco, comentarios de Cicerón, otros de Asconio y Prisciano a Virgilio y un manuscrito de Vitrubio. En Alemania encontró un códice de Vegecio. También encontró el De rerum natura de Lucrecio y obras de Manilio, Silio Itálico, Amiano Marcelino y obras de los gramáticos Caper, Eutiques y Probo. También halló las Silvae de Estacio, y esto es solo una parte muy pequeña de sus descubrimientos.
Estudió además la historia de Florencia, que escribió desde los años 1350 a 1455. Compuso diálogos en latín y numerosas epístolas que envió a sus muchos amigos y conocidos —algunas de ellas contra sus enemigos—, donde resuenan los ecos de su personalidad. Además de un gran epistológrafo, Poggio fue también un académico erudito, puesto que trabajó al servicio de varios papas y era capaz de citar de memoria a Cicerón. Fue muy conocida y popular una colección suya de cuentecillos cómicos que tituló Liber facetiarum.

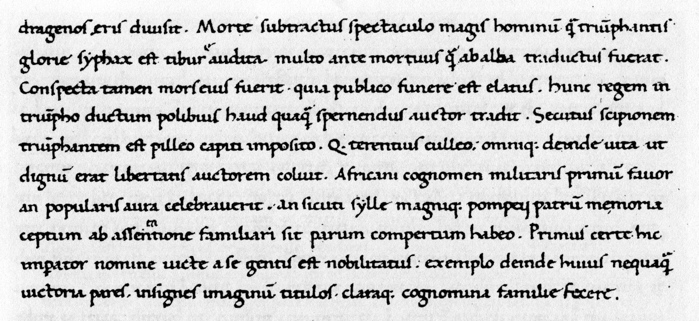
Muestra de la caligrafía de Bracciolini

Escribía con una rapidez extraordinaria y había desarrollado una caligrafía llamada lettera antica, fundada sobre la minúscula carolina, que él había perfeccionado. Era tan bella y legible que habría servido de modelo al diseño de los caracteres latinos del impresor veneciano Aldo Manuzio (ver imagen). Bracciolini es considerado el principal creador de la letra caligráfica lettera antica formata o humanística, que difundió desde su trabajo como notario y a través de la secretaría del Papa y dio lugar a fines del siglo XV a la letra humanística de imprenta.

## Poggio Bracciolini yEl Giro
Stephen Greenblatt narra en su libro de 2011 El Giro: Cómo el mundo se hizo moderno la historia de cómo Poggio Bracciolini, un enviado papal del siglo XV, bibliófilo y buscador de libros descubrió la última copia de la obra del poeta romano Lucrecio, Sobre la Naturaleza de las Cosas, cerca del abandono en un monasterio alemán, y eso supuso la reintroducción de las ideas importantes que provocaron la Edad Moderna.
El título y el subtítulo del libro se explican en el prefacio del autor. The Swerve (El Giro o el Viraje) se refiere a una concepción clave en las antiguas teorías atomísticas según la cual los átomos que se mueven a través del vacío están sujetos al cambio: al caer directamente a través del vacío, a veces están sujetos a un ligero e impredecible viraje. Greenblatt lo usa para describir la historia del propio libro de Lucrecio: «La reaparición de su poema fue un viraje, una desviación imprevista de la trayectoria directa, en este caso, hacia el olvido, en la que ese poema y su filosofía parecían estar viajando». La recuperación del texto antiguo se ve como su «renacimiento». El reclamo de Greenblatt es que fue un «momento clave» en una historia más grande, «de cómo el mundo viró en una nueva dirección, tomó un nuevo rumbo».